# Rábasebes
Rábasebes là một thị trấn thuộc hạt Győr-Moson-Sopron, Hungary. Thị trấn này có diện tích 5,39 km², dân số năm 2010 là 91 người, mật độ 17 người/km².